# 달기 (영화)
"달기"는 1964년 공개된 대한민국의 영화이다. 한국·홍콩 합작영화이다.

## 배역
- 신영균: 주왕 역
- 린다이: 달기 역
- 김승호
- 최은희
- 이예춘
- 남궁원

## 수상
- 1965년 제4회 대종상 남우주연상 - 신영균